# Hel·lenotami
Hel·lenotami (en grec antic Ἑλληνοταμίαι) equivalent a tresorers, eren uns magistrats d'Atenes a l'antiga Grècia nomenats per rebre les contribucions dels estats aliats.
El primer hel·lenotami va ser nomenat l'any 477 aC quan Atenes, a conseqüència de la victòria del general Pausànies a la batalla de Platea, va obtenir el comandament dels estats aliats de la Lliga de Delos durant la seva lluita contra els perses. Els diners pagats pels aliats, inicialment fixat en 460 talents, eren dipositats a Delos, que era el lloc de reunió i discussió dels interessos comuns; els hel·lenotami rebien els diners i n'eren els guardians.
El càrrec es va conservar quan el diner va ser transferit a Atenes a proposta de Samos segons Plutarc i Diodor de Sicília, però quan Esparta va conquerir Atenes es va abolir. A la caiguda del govern oligàrquic no es van restablir, i no hi massa informació sobre les seves funcions.
De les inscripcions es pensa que n'eren deu, el mateix nombre que els estrategs, i se suposa que eren escollits un per cada tribu grega en la mesura que les circumstàncies ho permetien. De vegades n'apareix un onzè, que es pensa que era el pàredre, o assessor dels hel·lenotami. Eren, a Atenes, els funcionaris financers més importants després dels tresorers d'Atena. Dels diners recaptats es retirava una seixantena part per la deessa, i de la resta en disposaven els hel·lenotami per a les necessitats de la guerra. Quan el perill dels perses va passar, els diners els van utilitzar per a les seves pròpies guerres, i per l'ampliació d'Atenes.
El moment de pagar l'impost era a la primavera, després de les festes de les Dionísia, quan prenien possessió els pritans. Com que els atenencs van tendir a considerar els diners com a propis els hel·lenotami pagaven també amb aquests diners el Teoricon, uns fons destinats als ciutadans pobres perquè poguessin assistir als grans festivals, cosa que va provocar la irritació dels aliats.